# Ondine
Pour les articles homonymes, voir Ondine (homonymie).

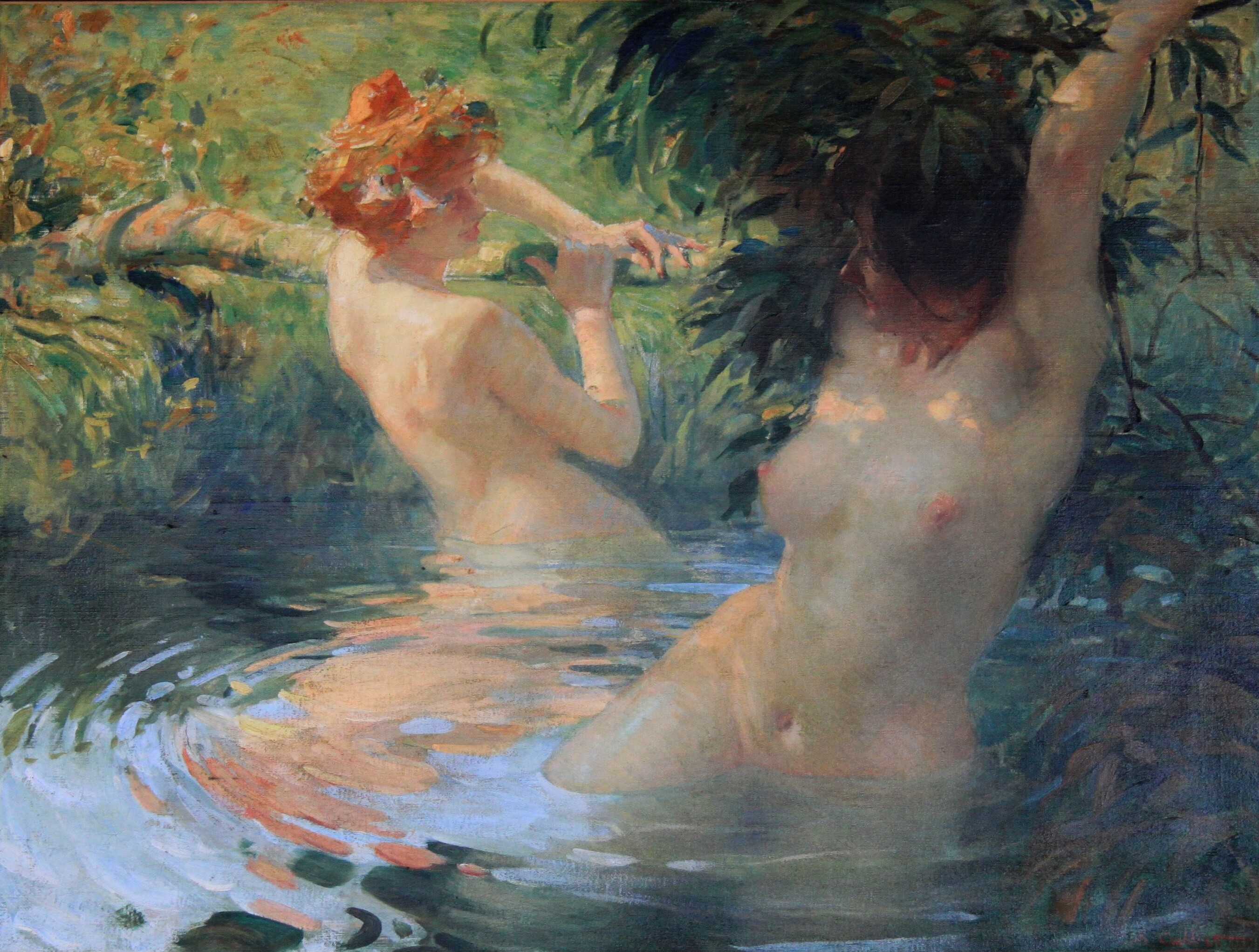
Les Ondines, de Antoine Calbet, Musée des Beaux-Arts de Cambrai

Les ondines, dont le nom dérive du mot « onde », sont des génies des eaux dans la mythologie germanique (où elles sont également désignées sous le terme de « nixe ») et dans les légendes alsaciennes.
Les ondins (au masculin), qui sont plutôt très rares, sont comme leurs compagnes et sœurs : des génies aquatiques. On utilise aussi ce mot, surtout au pluriel, pour désigner les créatures qui sont représentées avec un torse humain et une queue de poisson, comme les sirènes et les tritons.
Les ondines sont des nymphes ou des naïades. À l’inverse des sirènes, les nymphes ne fréquentent pas la mer, mais les eaux courantes, rivières, fontaines, et n’ont pas de queue de poisson. Durant l’été, elles aiment se tenir assises au bord de l'eau, et peigner leurs longs cheveux avec des peignes d’or ou d’ivoire. Elles aiment également se baigner dans les cascades, les étangs, et les rivières, à la faveur des jours radieux d’été. On dit que celles qui ont les cheveux couleur d’or possèdent de grands trésors qu’elles gardent dans leurs beaux palais immergés.
On attribue l’alimentation en eau des fontaines aux larmes des ondines, et celle-ci se tarit dès qu’une fée se sent offensée. Ainsi, il est de coutume de laisser diverses offrandes auprès des fontaines, tels que guirlandes de fleurs, épingles ou tessons de bouteilles, qui sont pour les fées des eaux, de véritables trésors scintillants et miroitants dans l’eau.

## Paracelse et l’abbé de Villars
Paracelse compte sept races de créatures sans âme : les génies à forme humaine mais sans âme ni esprit (inanimata) des Éléments, les géants et les nains, les nains sur la terre. Il croit aux génies des quatre Éléments. La Terre, par génération spontanée, produit des nains qui gardent les trésors sous la montagne ; l’Eau produit les ondines ; le Feu, les salamandres ; l’Air, les elfes. Ensuite viennent les géants et les nains issus de l’air, mais qui vivent sur la terre.

« Le mot inanimatum désigne six familles d’hommes sans âme… Ces hommes sans âme sont d’abord ceux des quatre familles qui habitent les quatre Éléments : les nymphes, nymphae, filles de l’eau ; les fils de la terre, lémures, qui habitent sous les montagnes ; les esprits de l’air, gnomi ; les génies du feu, vulcani. Les deux autres familles sont composées d’hommes qui sont également nés sans âme ; mais qui, comme nous, respirent en dehors des Éléments. Ce sont d’une part les géants et d’autre part les nains qui vivent dans l’ombre des forêts, umbragines… Il existe des êtres qui demeurent naturellement au sein d’un même Élément. Ainsi le phénix, qui se tient dans le feu comme la taupe dans ta terre. Ne soyez pas incrédules, je le prouverai ! Quant aux géants et aux nains de la forêt, ils ont notre monde pour séjour. Tous ces êtres sans âme sont produits à partir de semences qui proviennent du ciel et des Éléments, mais sans le limon de la terre… Ils viennent au monde comme les insectes formés dans la fange [par génération spontanée]. »

L’abbé Nicolas Pierre Henri de Montfaucon de Villars, dans un célèbre roman, Le comte de Gabalis ou Entretiens sur les sciences occultes (1670), décrit les ondines pour sa théorie des « esprits élémentaires » :

« […] Sachez que les mers et les fleuves sont habités de même que l’air ; les anciens Sages ont nommé Ondins ou Nymphes cette espèce de peuples. Ils sont peu de mâles, et les femmes y sont en grand nombre ; leur beauté est extrême ; et les filles des hommes n'ont rien de comparable… […] »

— (p. 45–48).

## Légende alémanique et germanique
Ondine est l’héroïne d’une légende alsacienne. À sa naissance toutes les fées du voisinage sont réunies autour de son berceau et lui offrent des qualités nombreuses. La fée qui est sa marraine lui offre notamment une constance exceptionnelle. Un jour, elle est enlevée par un jeune seigneur qui réussit à se faire aimer d’elle au point qu’elle refuse de le quitter pour aller voir sa mère malade. Pour punition, sa marraine la condamne à toujours aimer le seigneur quoi qu'il fasse. Celui-ci, fatigué d’elle, fait semblant de la croire infidèle. Il dit qu’il ne la croira que si elle va remplir un vase énorme à la source du Nideck. Après trois jours de marche en portant ce poids énorme, Ondine, épuisée, tombe dans l’eau en remplissant son vase. La fée, sa marraine, arrive à son secours et pour lui éviter de continuer à souffrir à cause du châtelain, la transforme en nymphe protectrice des eaux du Nideck. Depuis, les jours d’orage, on la voit apparaître dans les vapeurs des eaux de la cascade.[réf. nécessaire]
L'Ondine de l'étang (Die Nixe im Teich) est un conte de Grimm (KHM 181).

## Évocations artistiques

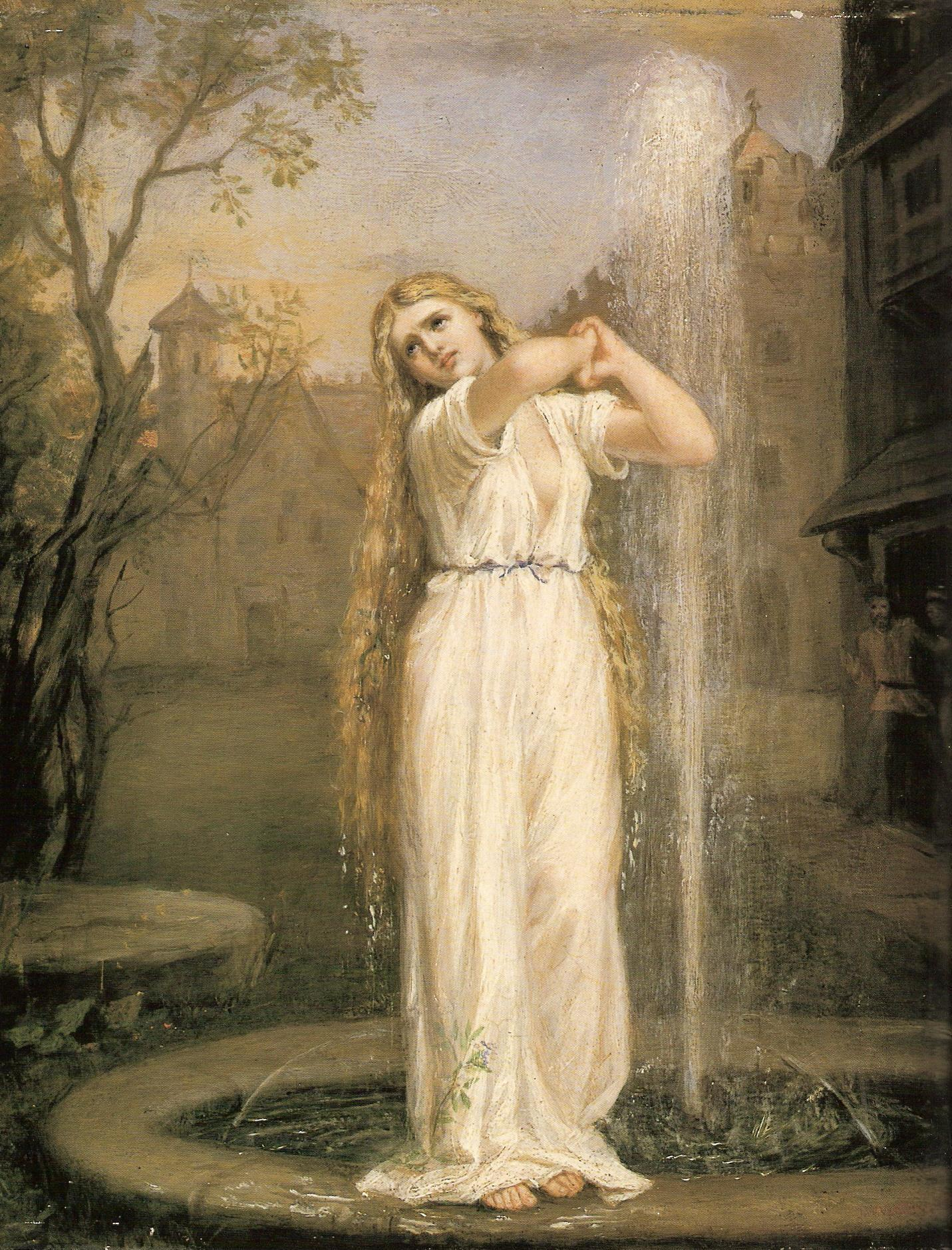
Ondine, de John William Waterhouse (1872)

- Ondine, conte de Friedrich de La Motte-Fouqué. Paris : Rivages, coll. « Rivages-Poche. Petite bibliothèque », no 710, 2011, 185 p.  (ISBN 978-2-7436-2207-7)
- Rhénanes, poème de  Guillaume Apollinaire.
- Ondine, poème d’Aloysius Bertrand.
- Ondine, pièce de théâtre de Jean Giraudoux.
- Ondine, conte de Benjamin Lacombe.
- Dans Impressions de voyage : Excursions sur les bords du Rhin, Alexandre Dumas évoque une autre légende rhénane d’Ondine.
- L'Ondine de l'étang, raconté par Marlène Jobert ; d'après Grimm. Evreux : Atlas, 2013, 32 p.  (ISBN 978-2-7234-9599-8)
- L'ondine, Marc Blanchet. Talence : Arbre vengeur, 2010, 114 p.  (ISBN 978-2-916141-58-9)
- Ondine, fille des Lacs, Anne-Sophie Silvestre ; illustrations Claire Degans. Paris : Castor poche-Flammarion, coll. « Castor cadet », 2004, 44 p.  (ISBN 2-08-162585-7)
- Ondine, Claudine Glot ; illustrations Armel Gaulme. Paris : le Baron perché, coll. « Il était une fée », 2005, 73 p.  (ISBN 2-35131-004-7)
- Ondine, sculpture en bronze d'Auguste Préault, Musée des Beaux-Arts de Beaune. Moulée en plâtre en 1830, elle fut fondue en bronze en 1860. La sculpture fut placée au square des Lions jusqu'en août 1900 avant d'être déplacée au Parc de la Bouzaize, tous deux situés à Beaune. Après plusieurs expositions, l'Etat demanda à ce qu'elle soit protégée dans un musée[3].
- L'Ondine et le pêcheur, Vaudeville en 1 acte, M.Lussan, Paris 1854,
- L'Ondine et le pêcheur, Théophile Gauthier, Premières poésies 1830-1845, éd. Charpentier, Paris 1866.
- Ondine ou la nymphe des eaux, René-Charles Guilbert de Pixerécourt, éd. Barba, Paris, 1830.

### Littérature
Dans À l'Ombre des Jeunes filles en fleurs, Proust compare Gilberte à une ondine : « Comme je lui disais combien j’admirais son père et sa mère, elle prit cet air vague, plein de réticences et de secret qu’elle avait quand on lui parlait de ce qu’elle avait à faire, de ses courses et de ses visites, et tout d’un coup finit par me dire : “Vous savez, ils ne vous gobent pas !” et glissante comme une ondine — elle était ainsi — elle éclata de rire. » Son rire, qui éclate, renvoie ici surtout à l'apparaître fuyant, éclaté de Gilberte, dispersé en une infinité d'impressions que le héros ne parvient pas à saisir. Étant « ondine », elle échappe irrémédiablement et, de fait, le héros ne parviendra jamais à véritablement savoir qui est Gilberte, sauf peut-être dans les dernières pages de l'œuvre.
Dans L'Homme au cheval blanc (1888), de Theodor Storm, la vieille servante raconte : « Il y a terriblement longtemps de cela — mais un soir, la lune brillait — ils firent fermer l'écluse, et Elle ne put regagner la mer. Oh ! comme Elle poussa des cris, et comme, avec ses mains de poisson, Elle saisit ses cheveux durs et ébouriffés ! Oui, mon enfant, le l'entendis et je la vis moi-même crier ! Les fossés entre les prairies étaient tous remplis d'eau, la lune les éclairait, ils brillaient comme de l'argent, et Elle passait en nageant d'un fossé dans l'autre, levant les bras et joignant ce qui lui servait de mains, comme si elle voulait faire sa prière, en sorte qu'un entendait au loin le claquement : mais, mon enfant, ces créatures là ne savent pas dire leur prière. J'étais assise devant la porte de la maison sur quelques poutres qu'on avait amenées pour une construction, et je regardais au loin, par-delà les prairies : et l'Ondine nageait toujours dans les fossés et, quand Elle levait les bras, il y avait comme un scintillement d'argent et de diamants. Finalement, je ne la vis plus, et les oies sauvages et les mouettes que j'avais entendues tout le temps s'en allèrent à travers les airs en sifflant et en caquetant. »

### Musique
- Undine, opéra de E.T.A. Hoffmann, sur un livret de La Motte-Fouqué
- L’Ondin, op. 107 B195, poème symphonique d’Antonín Dvořák, d'après le poème de Karel Jaromír Erben
- L'Ondin, op. 15, mélodrame de Zdeněk Fibich sur le poème de Karel Jaromír Erben
- Rusalka, op. 114 B203, opéra d’Antonín Dvořák
- Ondine, premier volet du triptyque pour piano Gaspard de la nuit de Maurice Ravel (1908)
- Ondine, vingtième prélude pour piano de Claude Debussy (1912)
- Undine, sonate op.167 pour flûte traversière et piano de Carl Reinecke
- Ondine, chanson du groupe Eths de l’album Tératologie.
- Undine, chanson de Yui Makino.
- Le pêcheur et l'Ondine, Cécile Chaminade, duo pour soprano et ténor ou baryton.,

### Danse
- Ondine ou la Naïade, ballet, co-chorégraphes : Jules Perrot et Fanny Cerrito[4] (Londres, 1843)
- Ondine, ballet de Hans Werner Henze

### Cinéma
- Comment noyer le Docteur Mracek ou la fin des ondins en Bohême de Václav Vorlíček, film tchèque de 1974.
- Ondine de Neil Jordan, film irlandais de 2009.
- Ondine de Christian Petzold, film allemand de 2020.
- Une Île (1999) de Gaia Guasti et Aurélien Molas, minisérie télé.

### Jeux vidéo
- Undine est un esprit de l'eau et adversaire dans la série de jeux Lightning Warrior Raidy.
- Ondine est une dresseuse de Pokémon eau, son nom ainsi que sa prédisposition pour les Pokémon eau, font référence aux génie des eaux que sont les ondines.
- Le nom d'Undyne, du jeu Undertale, est inspiré du nom anglais de Ondine, Undine. Elle est appelée ainsi du fait de son allure de poisson.
- Elle est aussi une invocation dans le jeu Final Fantasy VIII (en version française).
- Undine est l'esprit de l'eau dans le jeu vidéo Secret of Mana.